# Egon Schweidler

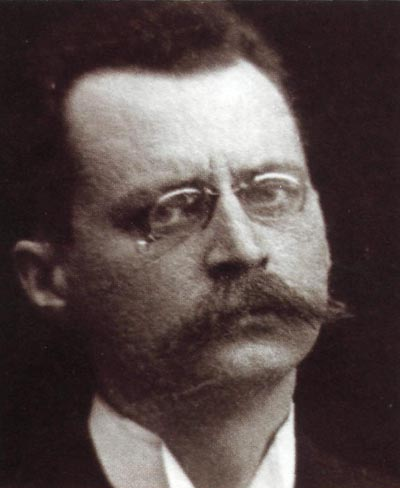
Egon von Schweidler 1908

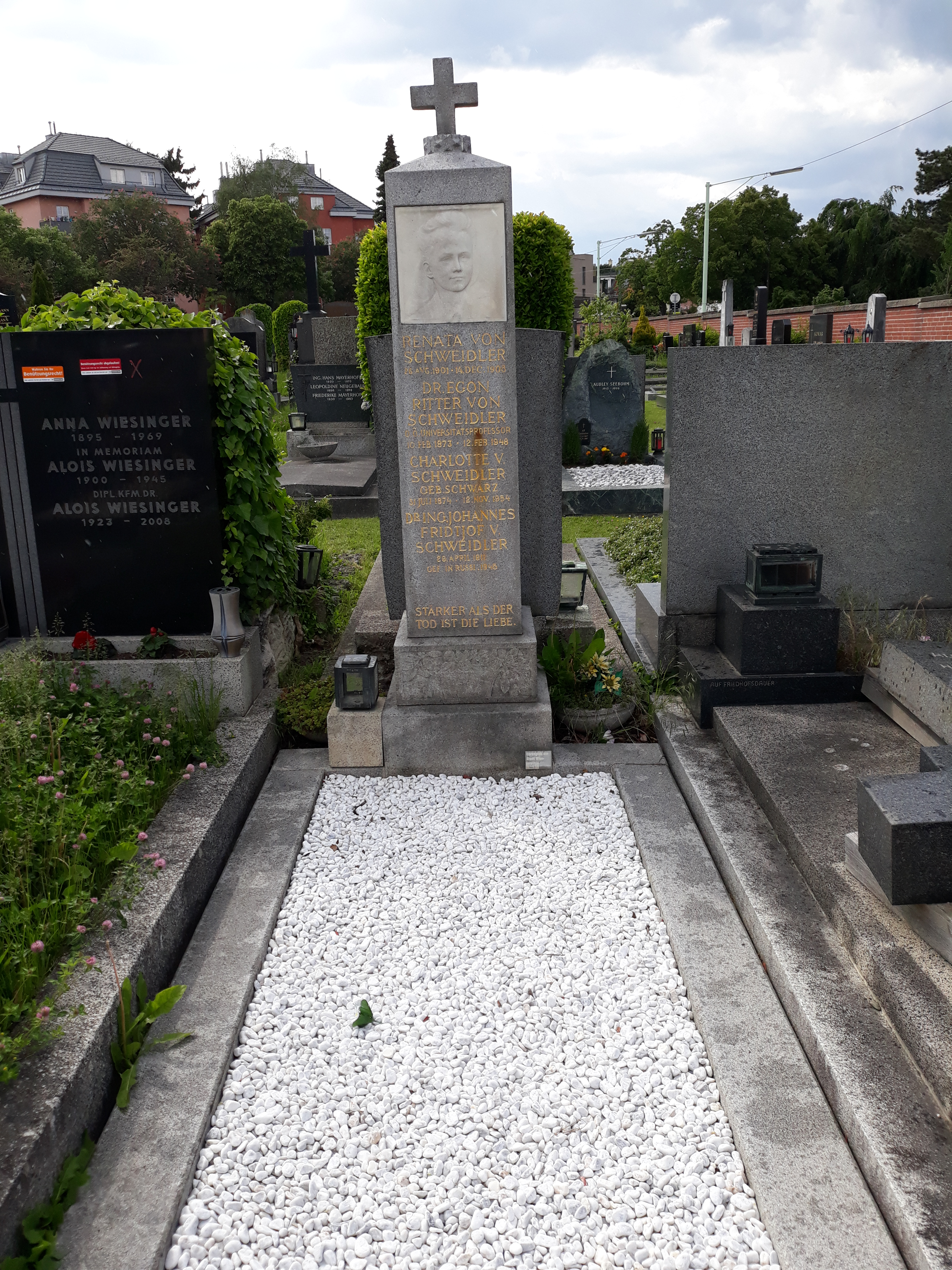
Das Grab von Egon Schweidler und seiner Ehefrau Charlotte geborene Schwarz im Familiengrab auf dem Döblinger Friedhof in Wien

Egon Schweidler, bis 1919 Ritter von Schweidler (* 10. Februar 1873 in Wien; † 12. Februar 1948 in Seeham in Salzburg) war ein österreichischer Physiker.

## Leben
Egon Schweidler wurde 1873 als Sohn des Hof- und Gerichtsadvokaten Emil von Schweidler in Wien geboren. Nach dem Studium der Physik und Mathematik promovierte er 1895 mit einer Dissertation „Über die innere Reibung von Quecksilber und einigen Amalgamen“ und wurde Assistent bei Franz Serafin Exner am II. Physikalischen Institut. Er habilitierte sich 1899 an der Universität Wien und wurde 1911 zum außerordentlichen Professor ernannt. Von 1911 bis 1926 leitete er den Lehrstuhl für Experimentalphysik an der Universität Innsbruck, wo er 1924 Dekan und 1925/26 Rektor war. 1926 kehrte er im Rahmen seiner Berufung auf das Ordinariat am II. Physikalischen Institut der Universität Wien in der Türkenstraße nach Wien zurück. Dort wirkte er zugleich als Sekretär (1929–1933), Generalsekretär (1933–1938) und nach seiner Emeritierung als Vizepräsident (1939–1945) der Österreichischen Akademie der Wissenschaften. 1933 wurde er auch zum Vorsitzenden der Deutschen Physikalischen Gesellschaft gewählt.

## Bedeutung
Vor allem aus wissenschaftshistorischer Sicht muss seine große Zahl von Arbeiten auf dem Gebiet der atmosphärischen Elektrizität erwähnt werden. Schweidlers wissenschaftliches Wirken wurde schon früh (1907) durch die Verleihung des „Baumgartner-Preises“ der Wiener Akademie der Wissenschaften für die „Studie über die Anomalien im Verhalten der Dielektrika“ gewürdigt.
Er wies 1899 mit Stefan Meyer unter anderem den statistischen Charakter des radioaktiven Zerfalls und die magnetische Ablenkbarkeit der Betastrahlung als schnelle Elektronen nach. Er wird zusammen mit Stefan Meyer zu den Pionieren der Erforschung der Radioaktivität gezählt.
Seine Theorie über die Schwankungen bei der Ionisation durch radioaktiven Zerfall bildete den Ausgang für eine große Zahl von theoretischen und experimentellen Untersuchungen. Max von Laue bezeichnete sie in seiner 1947 erschienenen „Geschichte der Physik“ (geschrieben 1946 während seiner Internierung im englischen Farm Hall) als einen „Fortschritt von unabsehbarer Bedeutung“.
Schweidler ruht in einem ehrenhalber gewidmeten Grab auf dem Döblinger Friedhof (Gruppe 35, Reihe 7, Nummer 8) in Wien.

## Werke
- Die atmosphärische Elektrizität, 1909 (mit H. Mache), archive.org
- Über Schwankungen der radioaktiven Umwandlung,  Comptes Rendus du Premier Congres International pour L’etude de la Radiologie et de Ionisation, Liege, 12.–14. September 1905
- Handbuch der Radioaktivität, (mit S. Meyer), 1916 (2. Auflage 1927)